# John Bennet (Komponist)
John Bennet (* um 1575 vermutlich in Cheshire; † nach 1614) war ein englischer Komponist der Renaissance.

## Leben
Genaues über sein Leben ist nicht bekannt. Es wird vermutet, dass er um 1575 in Lancashire im Nordwesten Englands zur Welt kam. Diese Vermutung stützt sich auf die Widmung seiner ersten Veröffentlichung: 1599 erschien in London Bennets Madrigalbuch für vier Stimmen Madrigalis to Foure Voyces, das einem Ralph Assheton gewidmet ist. Assheton selbst war Besitzer eines Landgutes in Lancashire. Ob Bennet bei Assheton angestellt war, bleibt genauso Vermutung wie alles andere über seine persönlichen Lebensumstände. Es wird jedoch angenommen, dass er sich in London aufgehalten hat und im Dienst der Kirche stand. Aus dem Jahr 1614 stammt das letzte sichere Lebenszeichen von Bennet, sechs geistliche Vokalkompositionen, die in dem Sammelband A brief discourse von Thomas Ravenscroft herausgegeben wurden.

## Werk
Bennets Werk umfasst neben den bereits erwähnten Kompositionen und geistlichen Werken das Madrigal All creatures now are merry minded, das in dem Sammelband The Triumphes of Oriana (1601) zu Ehren der Königin Elisabeth I. erschien und die Ankunft der Königin feiert. Herausgeber war Thomas Morley, durch dessen Kanzonetten-Stil das Madrigal geprägt ist.
Als Komponisten, die Bennets Stil beeinflusst haben, gelten neben Thomas Morley Thomas Weelkes, John Wilbye und John Dowland. Das vielleicht bekannteste Madrigal von Bennet, Weep, o mine eyes, ähnelt in der Melodie über weite Strecken Dowlands Flow My Tears.